# Universiti Putra Malaysia
Universiti Putra Malaysia – malezyjski uniwersytet publiczny w mieście Serdang (stan Selangor), założony w 1931 r. jako Universiti Pertanian Malaysia. Od 1996 r. nosi nazwę Universiti Putra Malaysia.